# Anthony Janszoon van Salee
 (avril 2017).
 (avril 2017).
Pour les articles homonymes, voir Janszoon.

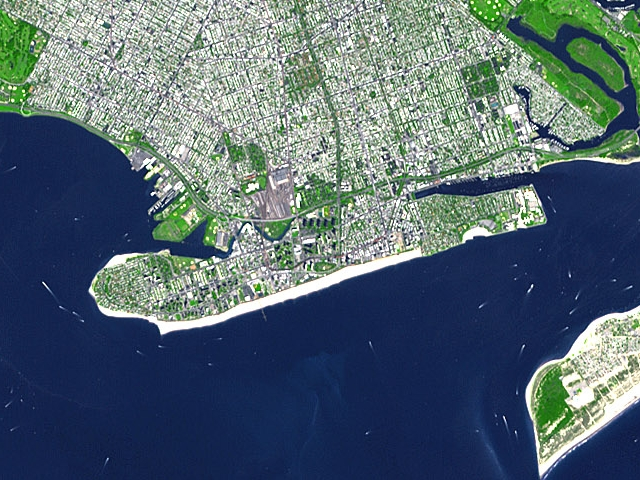
Anthony Van Salee a été le premier bénéficiaire de Coney Island, photographiée ici à partir de l'espace.

Anthony Janszoon van Salee est né en 1607 à Carthagène, en Espagne, et mort en 1676 dans le Nouveau Monde. C'était l'un des fils de Jan Janszoon, un célèbre pirate barbaresque d'origine néerlandaise qui a dirigé la république de Salé. Il était à l'origine un colon, marchand et propriétaire. Anthony pourrait avoir été le premier musulman dans le Nouveau Monde,. Un Coran y a été retrouvé qui semble lui avoir appartenu,.

## Biographie

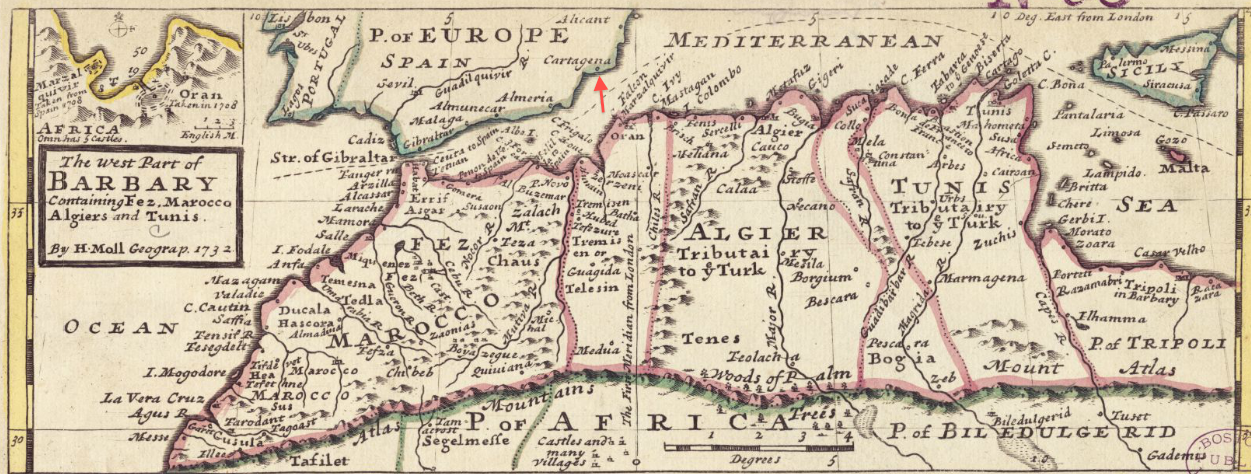
Carte de Carthagène par Herman Moll, 1736.

Anthony était le quatrième fils de Jan Janszoon et de sa deuxième épouse. En 1624, Anthony était à Salé au Maroc, avec son père, qu'il quitte en 1627 pour Alger, avec sa famille. Van Salee résidait à proximité du port d'Amsterdam quand il a obtenu une licence de mariage le 15 décembre 1629 afin de se marier avec Grietse Reyniers, une Allemande de 27 ans, deux jours avant que son navire ne quitte le Nouveau Monde. En 1630, à l'âge de 22 ans, il a immigré en Nouvelle-Néerlande avec son épouse, en tant que colon de la Compagnie néerlandaise des Indes occidentales.
En 1639, il était l'un des plus grands propriétaires terriens de l'île, ainsi qu'un paysan prospère.
Sa première propriété fut une ferme sur l'île de Manhattan, acquise en 1638, qui a été nommée « Wallenstein », en mémoire de Albrecht von Wallenstein,.
À la suite de nombreux conflits juridiques, y compris avec l'église[pas clair], Anthony a reçu l'ordre de quitter les Nouveaux Pays-Bas. En appel, la Compagnie néerlandaise des Indes occidentales l'autorisa à s'installer sur un terrain de 200 acres (0,81 km2) dans ce qui allait devenir New Utrecht, ce qui a fait de lui l'un des plus grands et des plus importants propriétaires terriens sur Long Island. En 1643, il a acheté une maison dans l'avenue Bridge, à La Nouvelle-Amsterdam, mais la cour lui ordonna des restrictions[pas clair]. Il allait devenir un marchand prospère et le créancier à La Nouvelle-Amsterdam[pas clair], possédant plusieurs propriétés dans la région.

## Apparence
L'apparence physique et l'appartenance ethnique d'Anthony font l'objet de nombreux débats, et le consensus dit que, comme sa mère, il était d'origine ethnique mixte. Il était exceptionnellement grand, avec une grande force. Van Salee a été décrit de plusieurs façons, certains l'ont qualifié de « semi-néerlandais », de teint « fauve », qui a érigé la première maison « européenne » dans le New Utrecht. D'autres descriptions ont déclaré qu'il était un « ancien esclave noir », qui était un « mulâtre » ; d'autres indiquent « demi-marocain », « Turc », « Berbère », et « basané ».
L'apparence d'Anthony et le mot « Turc » est constamment utilisée dans les documents judiciaires avec son nom, indiquant que son apparence ou son style de vie était la source principale pour les documentaires et les historiens pendant cette période,,. Janszoon n'était pas un « noir libre », comme indiqué en 2008, et « ancien esclave noir », comme cela a été affirmé en 2001, car il était l'héritier d'un ancien riche chef d'État. Janszoon a été considéré comme « européen » pour être crédité, en 1643, de la construction de la première colonie « européenne » dans le New Utrecht. Les collections historiques d'Afrique australe ne peuvent déterminer quelle était son apparence, ou son origine. Il a eu quatre filles qui se sont mariées dans des familles respectables issues de la colonie de La Nouvelle-Amsterdam, d'origine européenne.

## Descendants notables
Les descendants notables d'Anthony incluent la Famille Vanderbilt aux États-Unis et en Europe et Warren G. Harding.